# Magyarország a 2020. évi téli ifjúsági olimpiai játékokon
Magyarország az svájci Lausenneben megrendezett 2020. évi téli ifjúsági olimpiai játékok egyik részt vevő nemzete volt. Az ország a játékokon 10 sportágban 23 sportolóval képviseltette magát, akik nem szereztek érmet csak vegyes csapatokban.

## Érmesek

### Magyar érmesek vegyes csapatokkal
| Érem  | Versenyző         | Sportág     | Versenyszám             |
| ----- | ----------------- | ----------- | ----------------------- |
| Arany | Hegedüs Levente   | Jégkorong   | Fiú 3 × 3-as jégkorong  |
| Arany | Nagy Laura        | Curling     | Páros                   |
| Ezüst | Márton Luca Emese | Jégkorong   | Lány 3 × 3-as jégkorong |
| Bronz | Ivády Milán       | Jégkorong   | Fiú 3 × 3-as jégkorong  |
| Bronz | Metzler Regina    | Jégkorong   | Lány 3 × 3-as jégkorong |
| Bronz | Schermann Regina  | Műkorcsolya | Vegyes csapat           |

## Alpesisí

### Fiú
| Versenyző   | Versenyszám            | 1. futam | 1. futam | 2. futam      | 2. futam      | Összesítés    | Összesítés    |
| Versenyző   | Versenyszám            | Idő      | Hely.    | Idő           | Hely.         | Idő           | Helyezés      |
| ----------- | ---------------------- | -------- | -------- | ------------- | ------------- | ------------- | ------------- |
| Trunk Tamás | Műlesiklás             | 41,93    | 36.      | 43,69         | 26.           | 1:25,62       | 28.           |
| Trunk Tamás | Óriás-műlesiklás       | 1:10,98  | 40.      | 1:12,20       | 42.           | 2:23,18       | 38.           |
| Trunk Tamás | Szuperóriás-műlesiklás |          |          |               |               | 1:02,10       | 54.           |
| Trunk Tamás | Összetett              | 1:02,10  | 54.      | nem ért célba | nem ért célba | nem ért célba | nem ért célba |

### Lány
| Versenyző | Versenyszám            | 1. futam      | 1. futam      | 2. futam      | 2. futam      | Összesítés    | Összesítés    |
| Versenyző | Versenyszám            | Idő           | Hely.         | Idő           | Hely.         | Idő           | Helyezés      |
| --------- | ---------------------- | ------------- | ------------- | ------------- | ------------- | ------------- | ------------- |
| Tóth Zita | Műlesiklás             | nem ért célba | nem ért célba | nem ért célba | nem ért célba | nem ért célba | nem ért célba |
| Tóth Zita | Óriás-műlesiklás       | nem ért célba | nem ért célba | nem ért célba | nem ért célba | nem ért célba | nem ért célba |
| Tóth Zita | Szuperóriás-műlesiklás |               |               |               |               | 57,47         | 16.           |
| Tóth Zita | Összetett              | 57,47         | 16.           | 40,47         | 22.           | 1:37,94       | 17.           |

## Curling
| Versenyző                                         | Versenyszám   | Csoportkör        | Csoportkör        | Csoportkör        | Csoportkör            | Csoportkör              | Csoportkör | Negyeddöntő       | Elődöntő          | Döntő             | Helyezés |
| Versenyző                                         | Versenyszám   | Ellenfél Eredmény | Ellenfél Eredmény | Ellenfél Eredmény | Ellenfél Eredmény     | Ellenfél Eredmény       | Helyezés   | Ellenfél Eredmény | Ellenfél Eredmény | Ellenfél Eredmény | Helyezés |
| ------------------------------------------------- | ------------- | ----------------- | ----------------- | ----------------- | --------------------- | ----------------------- | ---------- | ----------------- | ----------------- | ----------------- | -------- |
| Tatár Lőrinc Joó Linda Szarvas Kristóf Nagy Laura | Vegyes csapat | Dánia (DEN) · 6–2 | Svájc (SUI) · 2–8 | Kína (CHN) · 2–3  | Brazília (BRA) · 13–2 | Németország (GER) · 6–8 | 5.         | kiesett           | kiesett           | kiesett           | 17.      |

| Versenyző                                  | Versenyszám         | 48-es főtábla                                           | 24-es főtábla                                     | 12-es főtábla                                      | 6-es főtábla                                | Elődöntő                                    | Döntő                                             | Helyezés                 |
| Versenyző                                  | Versenyszám         | Ellenfél Eredmény                                       | Ellenfél Eredmény                                 | Ellenfél Eredmény                                  | Ellenfél Eredmény                           | Ellenfél Eredmény                           | Ellenfél Eredmény                                 | Helyezés                 |
| ------------------------------------------ | ------------------- | ------------------------------------------------------- | ------------------------------------------------- | -------------------------------------------------- | ------------------------------------------- | ------------------------------------------- | ------------------------------------------------- | ------------------------ |
| Schwaller Xenia (SUI) · Tatár Lőrinc (HUN) | Vegyes mixed csapat | Norrlander Lisa (SWE) · Thune Kilian (DEN) · 11–5       | Tong Liu (CHN) · Eser Selahattin (TUR) · 8–4      | Mitchell Robyn (GBR) · Jiral František (CZE) · 7–4 | Kobayashi Mina (JPN) · Tuaz Léo (FRA) · 8–1 | Kobayashi Mina (JPN) · Tuaz Léo (FRA) · 6–2 | Beitone Chana (FRA) · Lysakov Nikolai (RUS) · 9–5 | 1. helyezett, aranyérmes |
| Antes Zoe (GER) · Szarvas Kristóf (HUN)    | Vegyes mixed csapat | Rogic Farias Gabriela (BRA) · Nakahara Asei (JPN) · 9–2 | Beitone Chana (FRA) · Lysakov Nikolai (RUS) · 2–8 | kiesett                                            | kiesett                                     | kiesett                                     | kiesett                                           | kiesett                  |
| Nagy Laura (HUN) · Young Nathan (CAN)      | Vegyes mixed csapat | Junhang Pei (CHN) · Chabičovský Vít (CZE) · 6–9         | kiesett                                           | kiesett                                            | kiesett                                     | kiesett                                     | kiesett                                           | kiesett                  |
| Joó Linda (HUN) · Piffer Simone (ITA)      | Vegyes mixed csapat | Klammer Katariina (EST) · Vlasenko Mikhail (RUS) · 4–6  | kiesett                                           | kiesett                                            | kiesett                                     | kiesett                                     | kiesett                                           | kiesett                  |

## Gyorskorcsolya
| Versenyző  | Versenyszám     | Elődöntő | Elődöntő | Döntő   | Döntő   |
| Versenyző  | Versenyszám     | Idő      | Hely.    | Idő     | Hely.   |
| ---------- | --------------- | -------- | -------- | ------- | ------- |
| Bíró Hanna | Női 500 m       |          |          | 43,48   | 18.     |
| Bíró Hanna | Női 1500 m      |          |          | 2:19,29 | 16.     |
| Bíró Hanna | Női tömegrajtos | 6:39,36  | 16.      | kiesett | kiesett |

## Jégkorong

### Fiú
| Versenyző        | Csoportja | Versenyszám        | Csoportkör       | Csoportkör | Elődöntő         | Elődöntő | Bronzmérkőzés    | Bronzmérkőzés | Döntő            | Döntő    | Helyezés                 |
| Versenyző        | Csoportja | Versenyszám        | Ellenfél csoport | Eredmény   | Ellenfél csoport | Eredmény | Ellenfél csoport | Eredmény      | Ellenfél csoport | Eredmény | Helyezés                 |
| ---------------- | --------- | ------------------ | ---------------- | ---------- | ---------------- | -------- | ---------------- | ------------- | ---------------- | -------- | ------------------------ |
| Ivády Milán      | Barna     | 3 × 3-as jégkorong | Fekete           | 13–11      | Piros            | 7–9      | Fekete           | 6–5           |                  |          | 3. helyezett, bronzérmes |
| Ivády Milán      | Barna     | 3 × 3-as jégkorong | Zöld             | 6–8        | Piros            | 7–9      | Fekete           | 6–5           |                  |          | 3. helyezett, bronzérmes |
| Ivády Milán      | Barna     | 3 × 3-as jégkorong | Szürke           | 16–6       | Piros            | 7–9      | Fekete           | 6–5           |                  |          | 3. helyezett, bronzérmes |
| Ivády Milán      | Barna     | 3 × 3-as jégkorong | Narancs          | 14–10      | Piros            | 7–9      | Fekete           | 6–5           |                  |          | 3. helyezett, bronzérmes |
| Ivády Milán      | Barna     | 3 × 3-as jégkorong | Piros            | 5–11       | Piros            | 7–9      | Fekete           | 6–5           |                  |          | 3. helyezett, bronzérmes |
| Ivády Milán      | Barna     | 3 × 3-as jégkorong | Kék              | 14–2       | Piros            | 7–9      | Fekete           | 6–5           |                  |          | 3. helyezett, bronzérmes |
| Ivády Milán      | Barna     | 3 × 3-as jégkorong | Citrom           | 8–6        | Piros            | 7–9      | Fekete           | 6–5           |                  |          | 3. helyezett, bronzérmes |
| Szalay Boldizsár | Szürke    | 3 × 3-as jégkorong | Kék              | 9–8        | kiesett          | kiesett  | kiesett          | kiesett       | kiesett          | kiesett  | 5.                       |
| Szalay Boldizsár | Szürke    | 3 × 3-as jégkorong | Citrom           | 11–8       | kiesett          | kiesett  | kiesett          | kiesett       | kiesett          | kiesett  | 5.                       |
| Szalay Boldizsár | Szürke    | 3 × 3-as jégkorong | Barna            | 6–16       | kiesett          | kiesett  | kiesett          | kiesett       | kiesett          | kiesett  | 5.                       |
| Szalay Boldizsár | Szürke    | 3 × 3-as jégkorong | Piros            | 13–9       | kiesett          | kiesett  | kiesett          | kiesett       | kiesett          | kiesett  | 5.                       |
| Szalay Boldizsár | Szürke    | 3 × 3-as jégkorong | Zöld             | 6–14       | kiesett          | kiesett  | kiesett          | kiesett       | kiesett          | kiesett  | 5.                       |
| Szalay Boldizsár | Szürke    | 3 × 3-as jégkorong | Fekete           | 8–16       | kiesett          | kiesett  | kiesett          | kiesett       | kiesett          | kiesett  | 5.                       |
| Szalay Boldizsár | Szürke    | 3 × 3-as jégkorong | Narancs          | 5–2        | kiesett          | kiesett  | kiesett          | kiesett       | kiesett          | kiesett  | 5.                       |
| Hegedűs Levente  | Zöld      | 3 × 3-as jégkorong | Citrom           | 10–5       | Fekete           | 7–3      |                  |               | Piros            | 10:4     | 1. helyezett, aranyérmes |
| Hegedűs Levente  | Zöld      | 3 × 3-as jégkorong | Barna            | 8–6        | Fekete           | 7–3      |                  |               | Piros            | 10:4     | 1. helyezett, aranyérmes |
| Hegedűs Levente  | Zöld      | 3 × 3-as jégkorong | Piros            | 9–8        | Fekete           | 7–3      |                  |               | Piros            | 10:4     | 1. helyezett, aranyérmes |
| Hegedűs Levente  | Zöld      | 3 × 3-as jégkorong | Kék              | 11–6       | Fekete           | 7–3      |                  |               | Piros            | 10:4     | 1. helyezett, aranyérmes |
| Hegedűs Levente  | Zöld      | 3 × 3-as jégkorong | Szürke           | 14–6       | Fekete           | 7–3      |                  |               | Piros            | 10:4     | 1. helyezett, aranyérmes |
| Hegedűs Levente  | Zöld      | 3 × 3-as jégkorong | Narancs          | 8–6        | Fekete           | 7–3      |                  |               | Piros            | 10:4     | 1. helyezett, aranyérmes |
| Hegedűs Levente  | Zöld      | 3 × 3-as jégkorong | Fekete           | 4–6        | Fekete           | 7–3      |                  |               | Piros            | 10:4     | 1. helyezett, aranyérmes |
| Weidemann Márk   | Narancs   | 3 × 3-as jégkorong | Piros            | 8–6        | kiesett          | kiesett  | kiesett          | kiesett       | kiesett          | kiesett  | 6.                       |
| Weidemann Márk   | Narancs   | 3 × 3-as jégkorong | Kék              | 12–1       | kiesett          | kiesett  | kiesett          | kiesett       | kiesett          | kiesett  | 6.                       |
| Weidemann Márk   | Narancs   | 3 × 3-as jégkorong | Citrom           | 4–9        | kiesett          | kiesett  | kiesett          | kiesett       | kiesett          | kiesett  | 6.                       |
| Weidemann Márk   | Narancs   | 3 × 3-as jégkorong | Barna            | 10–14      | kiesett          | kiesett  | kiesett          | kiesett       | kiesett          | kiesett  | 6.                       |
| Weidemann Márk   | Narancs   | 3 × 3-as jégkorong | Fekete           | 14–8       | kiesett          | kiesett  | kiesett          | kiesett       | kiesett          | kiesett  | 6.                       |
| Weidemann Márk   | Narancs   | 3 × 3-as jégkorong | Zöld             | 6–8        | kiesett          | kiesett  | kiesett          | kiesett       | kiesett          | kiesett  | 6.                       |
| Weidemann Márk   | Narancs   | 3 × 3-as jégkorong | Szürke           | 2–5        | kiesett          | kiesett  | kiesett          | kiesett       | kiesett          | kiesett  | 6.                       |

### Női
| Versenyző            | Csoportja | Versenyszám        | Csoportkör       | Csoportkör | Elődöntő         | Elődöntő | Bronzmérkőzés    | Bronzmérkőzés | Döntő            | Döntő    | Helyezés                 |
| Versenyző            | Csoportja | Versenyszám        | Ellenfél csoport | Eredmény   | Ellenfél csoport | Eredmény | Ellenfél csoport | Eredmény      | Ellenfél csoport | Eredmény | Helyezés                 |
| -------------------- | --------- | ------------------ | ---------------- | ---------- | ---------------- | -------- | ---------------- | ------------- | ---------------- | -------- | ------------------------ |
| Metzler Regina       | Kék       | 3 × 3-as jégkorong | Szürke           | 8–9        | Citrom           | 5–7      | Barna            | 6–4           |                  |          | 3. helyezett, bronzérmes |
| Metzler Regina       | Kék       | 3 × 3-as jégkorong | Narancs          | 1–12       | Citrom           | 5–7      | Barna            | 6–4           |                  |          | 3. helyezett, bronzérmes |
| Metzler Regina       | Kék       | 3 × 3-as jégkorong | Fekete           | 8–14       | Citrom           | 5–7      | Barna            | 6–4           |                  |          | 3. helyezett, bronzérmes |
| Metzler Regina       | Kék       | 3 × 3-as jégkorong | Zöld             | 6–11       | Citrom           | 5–7      | Barna            | 6–4           |                  |          | 3. helyezett, bronzérmes |
| Metzler Regina       | Kék       | 3 × 3-as jégkorong | Citrom           | 8–13       | Citrom           | 5–7      | Barna            | 6–4           |                  |          | 3. helyezett, bronzérmes |
| Metzler Regina       | Kék       | 3 × 3-as jégkorong | Barna            | 2–14       | Citrom           | 5–7      | Barna            | 6–4           |                  |          | 3. helyezett, bronzérmes |
| Metzler Regina       | Kék       | 3 × 3-as jégkorong | Piros            | 11–18      | Citrom           | 5–7      | Barna            | 6–4           |                  |          | 3. helyezett, bronzérmes |
| Gengeliczky Dorottya | Szürke    | 3 × 3-as jégkorong | Kék              | 9–8        | kiesett          | kiesett  | kiesett          | kiesett       | kiesett          | kiesett  | 6.                       |
| Gengeliczky Dorottya | Szürke    | 3 × 3-as jégkorong | Citrom           | 11–8       | kiesett          | kiesett  | kiesett          | kiesett       | kiesett          | kiesett  | 6.                       |
| Gengeliczky Dorottya | Szürke    | 3 × 3-as jégkorong | Barna            | 6–16       | kiesett          | kiesett  | kiesett          | kiesett       | kiesett          | kiesett  | 6.                       |
| Gengeliczky Dorottya | Szürke    | 3 × 3-as jégkorong | Piros            | 13–9       | kiesett          | kiesett  | kiesett          | kiesett       | kiesett          | kiesett  | 6.                       |
| Gengeliczky Dorottya | Szürke    | 3 × 3-as jégkorong | Zöld             | 6–14       | kiesett          | kiesett  | kiesett          | kiesett       | kiesett          | kiesett  | 6.                       |
| Gengeliczky Dorottya | Szürke    | 3 × 3-as jégkorong | Fekete           | 8–16       | kiesett          | kiesett  | kiesett          | kiesett       | kiesett          | kiesett  | 6.                       |
| Gengeliczky Dorottya | Szürke    | 3 × 3-as jégkorong | Narancs          | 5–2        | kiesett          | kiesett  | kiesett          | kiesett       | kiesett          | kiesett  | 6.                       |
| Szabó Fruzsina       | Zöld      | 3 × 3-as jégkorong | Citrom           | 10–5       | kiesett          | kiesett  | kiesett          | kiesett       | kiesett          | kiesett  | 5.                       |
| Szabó Fruzsina       | Zöld      | 3 × 3-as jégkorong | Barna            | 8–6        | kiesett          | kiesett  | kiesett          | kiesett       | kiesett          | kiesett  | 5.                       |
| Szabó Fruzsina       | Zöld      | 3 × 3-as jégkorong | Piros            | 9–8        | kiesett          | kiesett  | kiesett          | kiesett       | kiesett          | kiesett  | 5.                       |
| Szabó Fruzsina       | Zöld      | 3 × 3-as jégkorong | Kék              | 11–6       | kiesett          | kiesett  | kiesett          | kiesett       | kiesett          | kiesett  | 5.                       |
| Szabó Fruzsina       | Zöld      | 3 × 3-as jégkorong | Szürke           | 14–6       | kiesett          | kiesett  | kiesett          | kiesett       | kiesett          | kiesett  | 5.                       |
| Szabó Fruzsina       | Zöld      | 3 × 3-as jégkorong | Narancs          | 8–6        | kiesett          | kiesett  | kiesett          | kiesett       | kiesett          | kiesett  | 5.                       |
| Szabó Fruzsina       | Zöld      | 3 × 3-as jégkorong | Fekete           | 4–6        | kiesett          | kiesett  | kiesett          | kiesett       | kiesett          | kiesett  | 5.                       |
| Véghelyi Dóra        | Narancs   | 3 × 3-as jégkorong | Piros            | 8–6        | kiesett          | kiesett  | kiesett          | kiesett       | kiesett          | kiesett  | 8.                       |
| Véghelyi Dóra        | Narancs   | 3 × 3-as jégkorong | Kék              | 12–1       | kiesett          | kiesett  | kiesett          | kiesett       | kiesett          | kiesett  | 8.                       |
| Véghelyi Dóra        | Narancs   | 3 × 3-as jégkorong | Citrom           | 4–9        | kiesett          | kiesett  | kiesett          | kiesett       | kiesett          | kiesett  | 8.                       |
| Véghelyi Dóra        | Narancs   | 3 × 3-as jégkorong | Barna            | 10–14      | kiesett          | kiesett  | kiesett          | kiesett       | kiesett          | kiesett  | 8.                       |
| Véghelyi Dóra        | Narancs   | 3 × 3-as jégkorong | Fekete           | 14–8       | kiesett          | kiesett  | kiesett          | kiesett       | kiesett          | kiesett  | 8.                       |
| Véghelyi Dóra        | Narancs   | 3 × 3-as jégkorong | Zöld             | 6–8        | kiesett          | kiesett  | kiesett          | kiesett       | kiesett          | kiesett  | 8.                       |
| Véghelyi Dóra        | Narancs   | 3 × 3-as jégkorong | Szürke           | 2–5        | kiesett          | kiesett  | kiesett          | kiesett       | kiesett          | kiesett  | 8.                       |
| Márton Luca          | Fekete    | 3 × 3-as jégkorong | Barna            | 11–13      | Barna            | 11–7     |                  |               | Citrom           | 1–6      | 2. helyezett, ezüstérmes |
| Márton Luca          | Fekete    | 3 × 3-as jégkorong | Piros            | 9–12       | Barna            | 11–7     |                  |               | Citrom           | 1–6      | 2. helyezett, ezüstérmes |
| Márton Luca          | Fekete    | 3 × 3-as jégkorong | Kék              | 14–8       | Barna            | 11–7     |                  |               | Citrom           | 1–6      | 2. helyezett, ezüstérmes |
| Márton Luca          | Fekete    | 3 × 3-as jégkorong | Citrom           | 19–7       | Barna            | 11–7     |                  |               | Citrom           | 1–6      | 2. helyezett, ezüstérmes |
| Márton Luca          | Fekete    | 3 × 3-as jégkorong | Narancs          | 8–14       | Barna            | 11–7     |                  |               | Citrom           | 1–6      | 2. helyezett, ezüstérmes |
| Márton Luca          | Fekete    | 3 × 3-as jégkorong | Szürke           | 16–8       | Barna            | 11–7     |                  |               | Citrom           | 1–6      | 2. helyezett, ezüstérmes |
| Márton Luca          | Fekete    | 3 × 3-as jégkorong | Zöld             | 6–4        | Barna            | 11–7     |                  |               | Citrom           | 1–6      | 2. helyezett, ezüstérmes |

## Műkorcsolya
| Versenyző        | Versenyszám | Rövid program | Rövid program | Kűr   | Kűr   | Összesítés | Összesítés |
| Versenyző        | Versenyszám | Pont          | Hely.         | Pont  | Hely. | Pont       | Helyezés   |
| ---------------- | ----------- | ------------- | ------------- | ----- | ----- | ---------- | ---------- |
| Schermann Regina | Női egyéni  | 50,62         | 11.           | 91,20 | 13.   | 141,82     | 12.        |

| Versenyző | Versenyszám      | Férfi egyéni | Női egyéni | Páros | Jégtánc | Összesítés | Összesítés               |
| Versenyző | Versenyszám      | Pont         | Pont       | Pont  | Pont    | Pont       | Helyezés                 |
| --- | ---------------- | ------------ | ---------- | ----- | ------- | ---------- | ------------------------ |
| Mozalev Andrei (RUS) · Schermann Regina (HUN) · Nesterova Sofiia · Darenskyi Artem (UKR) · D'Alessandro Natalie · Waddell Bruce (CAN)''' | Vegyes összetett | 7            | 3          | 2     | 6       | 18         | 3. helyezett, bronzérmes |

## Rövidpályás gyorskorcsolya
| Versenyző                                                                                     | Versenyszám   | Előfutam | Előfutam | Negyeddöntő | Negyeddöntő | Elődöntő | Elődöntő | Döntő   | Döntő    | Döntő   | Helyezés |
| Versenyző                                                                                     | Versenyszám   | Idő      | Hely.    | Idő         | Hely.       | Idő      | Hely.    | Típus   | Idő      | Hely.   | Helyezés |
| --------------------------------------------------------------------------------------------- | ------------- | -------- | -------- | ----------- | ----------- | -------- | -------- | ------- | -------- | ------- | -------- |
| Jászapáti Péter                                                                               | Férfi 500 m   | 43,496   | 2.       | 42,357      | 4.          | kiesett  | kiesett  | kiesett | kiesett  | kiesett | kiesett  |
| Jászapáti Péter                                                                               | Férfi 1000 m  | 1:30,944 | 3.       | kiesett     | kiesett     | kiesett  | kiesett  | kiesett | kiesett  | kiesett | kiesett  |
| Somogyi Barbara                                                                               | Női 500 m     | 46,013   | 2.       | 45,203      | 3.          | kiesett  | kiesett  | kiesett | kiesett  | kiesett | kiesett  |
| Somogyi Barbara                                                                               | Női 1000 m    | 1:37,283 | 2.       | 2:11,909    | 4.          | kiesett  | kiesett  | kiesett | kiesett  | kiesett | kiesett  |
| Somogyi Barbara (HUN) · Confortola Elisa (ITA) · Pigeon Félix (CAN) · Balbekov Vladimir (RUS) | Vegyes csapat |          |          |             |             | 4:11,169 | 2.       | A       | 4:22,471 | 4.      | 4.       |

## Síakrobatika
| Versenyző   | Versenyszám | Rangsorolás | Elődöntő | Döntő    | Helyezés |
| Versenyző   | Versenyszám | Helyezés    | Helyezés | Helyezés | Helyezés |
| ----------- | ----------- | ----------- | -------- | -------- | -------- |
| Hoque Isbat | Krossz      | 13.         | kiesett  | kiesett  | kiesett  |

## Sífutás
Távolsági
| Versenyző     | Versenyszám | Idő     | Helyezés |
| ------------- | ----------- | ------- | -------- |
| Kocsik Eszter | 5 km        | 21:11,5 | 70.      |

Sprint
| Versenyző     | Versenyszám       | Selejtező | Selejtező | Negyeddöntő | Negyeddöntő | Elődöntő | Elődöntő | Döntő   | Helyezés |
| Versenyző     | Versenyszám       | Idő       | Hely.     | Idő         | Hely.       | Idő      | Hely.    | Idő     | Helyezés |
| ------------- | ----------------- | --------- | --------- | ----------- | ----------- | -------- | -------- | ------- | -------- |
| Kocsik Eszter | Női egyéni sprint | 3:38,24   | 75.       | kiesett     | kiesett     | kiesett  | kiesett  | kiesett | 75.      |
| Kocsik Eszter | 30 km sprint      | 7:08,99   | 75.       | kiesett     | kiesett     | kiesett  | kiesett  | kiesett | 75.      |

## Síugrás
| Versenyző      | Versenyszám | Első forduló | Első forduló | Első forduló | Döntő | Döntő | Döntő | Összesítés | Összesítés |
| Versenyző      | Versenyszám | Táv          | Pont         | Hely.        | Táv   | Pont  | Hely. | Pont       | Helyezés   |
| -------------- | ----------- | ------------ | ------------ | ------------ | ----- | ----- | ----- | ---------- | ---------- |
| Molnár Flórián | Normálsánc  | 84,0         | 101,8        | 18.          | 77,5  | 97,4  | 20.   | 199,2      | 19.        |

## Snowboard
| Versenyző     | Versenyszám | Rangsorolás | Elődöntő | Döntő    | Helyezés |
| Versenyző     | Versenyszám | Helyezés    | Helyezés | Helyezés | Helyezés |
| ------------- | ----------- | ----------- | -------- | -------- | -------- |
| Vincze Zsófia | Krossz      | 10.         | kiesett  | kiesett  | kiesett  |